# Hôtel de Coulanges
Cet article concerne l'hôtel de la rue des Francs-Bourgeois. Pour celui de la place des Vosges, voir Hôtel Coulanges. Pour les autres homonymes, voir Coulanges.
L'hôtel de Coulanges est un hôtel particulier de la rue des Francs-Bourgeois, à Paris, en France. Construit pour Jean-Baptiste Scarron entre 1627 et 1634, il appartient à la famille de Coulanges de 1640 à 1662. Figure la plus connue de cette famille, Marie de Rabutin-Chantal, la future madame de Sévigné, y vit quelques années, jusqu’à son mariage.
Cette demeure ne doit pas être confondue avec l’hôtel Coulanges, bâti en 1607 non loin de là, place Royale (aujourd’hui place des Vosges) : c’est dans ce dernier que Marie de Rabutin-Chantal est née en 1626, et qu’elle a vécu jusqu’en 1637.
L’hôtel de Coulanges de la rue des Francs-Bourgeois devient de 1662 à 1703 le « petit hôtel Le Tellier ». Les enfants de Louis XIV et de madame de Montespan y auraient été élevés. Il est réaménagé au XVIIIe siècle. Il abrite jusqu'en avril 2017 la Maison de l'Europe de Paris.

## Localisation
Il est situé dans le quartier du Marais, dans le 4e arrondissement de Paris, aux 35 et 37 de la rue des Francs-Bourgeois.

## Historique

### Construction
En 1627, Jean-Baptiste Scarron (un parent du poète Paul Scarron), sieur de Saint-Try, ou de Saintry, achète des terrains à cet endroit. Entre 1627 et 1634, il aurait fait édifier un corps de logis flanqué d'une aile perpendiculaire bordant une cour étroite. On suppose, à défaut de textes précis, qu'il s'agit du corps de logis donnant sur le jardin, et de l'aile droite actuelle.

### La famille Coulanges

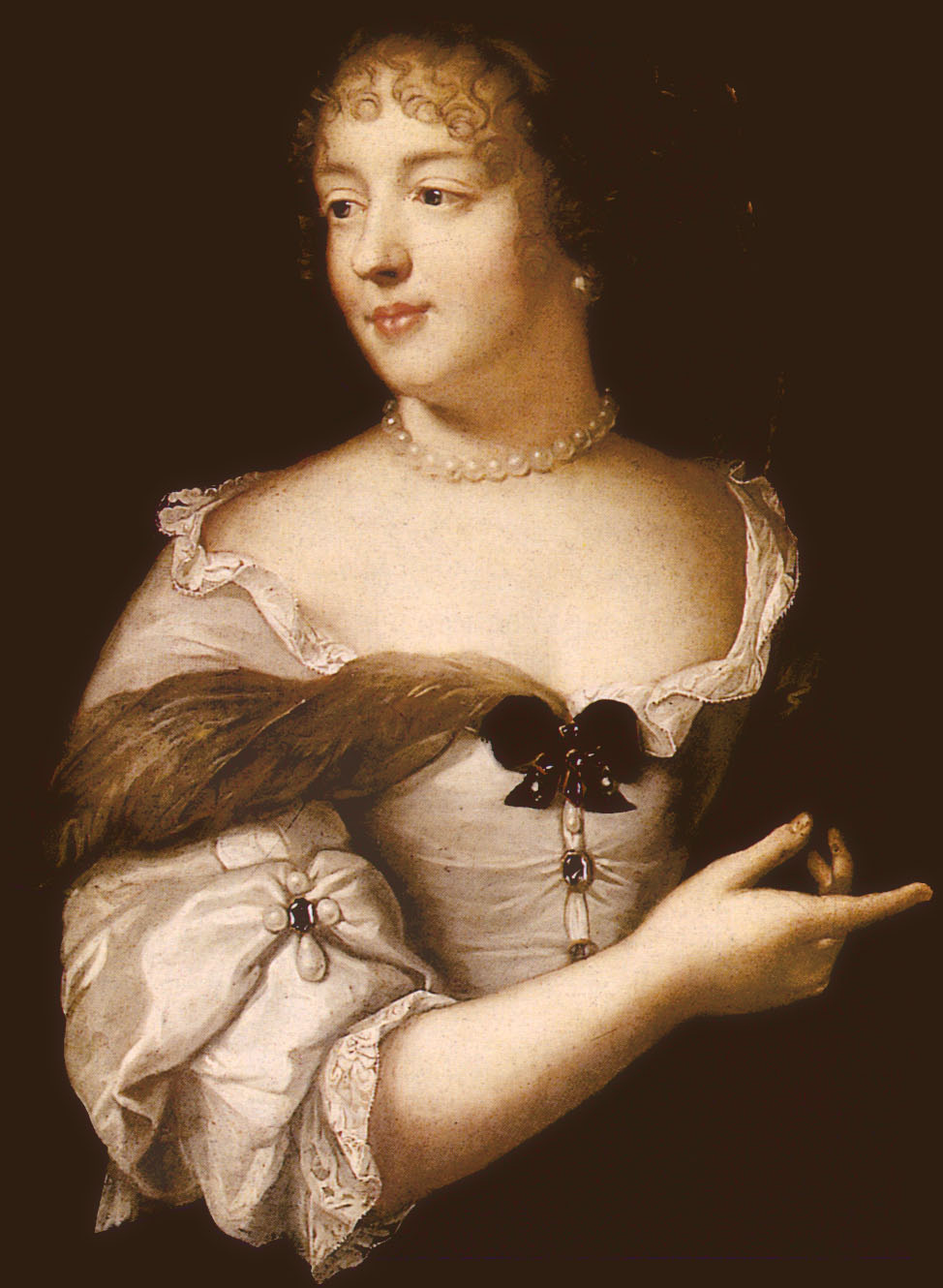
Madame de Sévigné, vers 1665.

À quelque 500 mètres de là, sur la place Royale, Philippe Ier de Coulanges (né en 1565) a fait construire en 1607 l’hôtel Coulanges. Il y vit depuis 1609. Il est entouré de ses enfants, de leurs familles et de sa petite-fille, Marie de Rabutin-Chantal, la future madame de Sévigné, née dans son hôtel en 1626, orpheline depuis l'âge de sept ans, et dont il est le tuteur.
Il meurt en 1636. Son fils, Philippe II de Coulanges (né en 1595), conseiller du roi, maître ordinaire à la Chambre des comptes, devient en 1637 le tuteur de Marie, qui va avoir 11 ans. La même année, l’hôtel de la place Royale est vendu. Philippe et sa famille vivent un moment rue Barbette, dans la paroisse Saint-Gervais, puis viennent en location chez Scarron.
En 1639, l'hôtel de Scarron est saisi par des créanciers. Vendu aux enchères en 1640, il est acquis par le locataire Philippe de Coulanges. Marie reste donc dans cet hôtel jusqu'à son mariage, en 1644.
Lorsque Philippe de Coulanges meurt en 1659, son fils Philippe-Emmanuel hérite de l'hôtel. Il aurait entrepris l'année suivante d'importants travaux de rénovation. Il aurait fait rhabiller l'ancienne aile droite, allonger le corps de logis principal, démolir l'aile gauche pour la reconstruire plus à l'est (agrandissant ainsi la cour d'honneur), et agrémenter ces deux ailes d'arcades ornées de mascarons.
Philippe-Emmanuel de Coulanges est l'époux de Marie-Angélique du Gué, une nièce de Michel Le Tellier. Le chancelier possède le grand hôtel voisin (démoli en 1912), aux 39-43 de la rue, mais il manque de place pour loger ses nombreux domestiques et son homme de confiance, Jean Darbon.

### Le « petit hôtel Le Tellier »
En 1662, il achète à son neveu l'hôtel de Coulanges, qui devient le « petit hôtel Le Tellier ». Darbon y habite jusqu'à sa mort, en 1678. Selon les Mémoires du marquis de Sourches, madame Darbon y aurait élevé, à l'insu de Le Tellier, six des enfants de Louis XIV et de madame de Montespan. Le Tellier meurt en 1685. Il lègue les deux hôtels au deuxième de ses fils, Charles Maurice, archevêque de Reims. Celui-ci habite le grand hôtel. Il loue le petit au fermier général Edme Beaugier, qui en devient propriétaire en 1703.

### Les aménagements duXVIIIesiècle

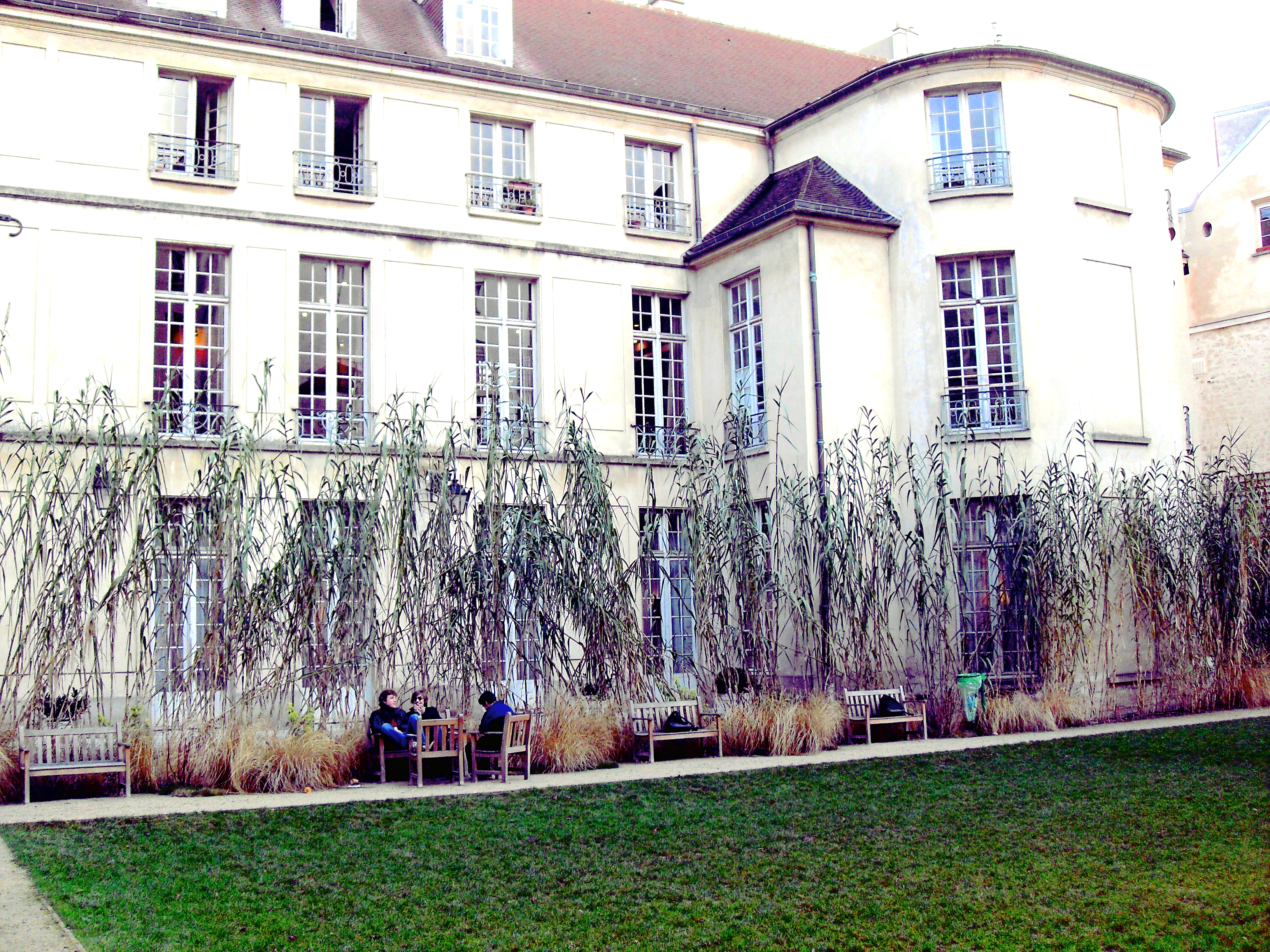
La façade sur jardin. À droite, le pavillon en rotonde de la présidente de Bonneuil.

En 1707, Beaugier démolit le bâtiment sur rue et le remplace par un mur percé d'un portail. Il construit, sur un nouvel alignement, un nouveau bâtiment de la forme actuelle.
De propriétaire en propriétaire, l'hôtel passe en 1748 à André Charles Louis Chabenat, seigneur de Bonneuil, président au Parlement. Celui-ci achète la petite maison du 37, restée enclavée dans sa propriété. En 1768, il achète l'hôtel des 14-16 rue des Rosiers, pour agrandir son jardin. En 1769-1770, il fait construire pour sa femme, accolé à la façade arrière, un pavillon en rotonde donnant sur ce jardin. Pour harmoniser l'ensemble, il fait édifier l'attique au-dessus du premier étage du corps central.
En 1775, il vend l'hôtel à Durand-Pierre Puy de Vérine, maître ordinaire des comptes. Il garde pour lui l’hôtel de la rue des Rosiers. Puy de Vérine élève un mur de séparation entre les deux jardins. Il est le dernier propriétaire de l'hôtel de Coulanges sous l'Ancien Régime. En 1794, aveugle et âgé, il monte avec son épouse dans la dernière charrette de la Terreur.

### Restauration
L'hôtel subit, au XIXe siècle, de nombreuses dégradations. En 1961, un projet immobilier prévoit sa destruction. Les habitants du quartier se mobilisent. L'hôtel est classé pour l'ensemble de ses bâtiments. En 1972, la Ville de Paris le rachète. En 1975, une restauration est entreprise. Elle s’achève en 1978. Depuis cette année-là, l'hôtel de Coulanges a abrité la Maison de l'Europe de Paris, jusqu'en avril 2017, ainsi que des bureaux de la Direction des Affaires culturelles de la Ville de Paris, qui doivent déménager ; le bâtiment abritera alors, en 2019, un espace consacré à la mode et au design.
En 2024 ouvre un concept store Dover Street Market (en), qui occupe 1 100 m2 et commercialise plus d'une centaine de marques de mode luxueuses. Le lieu, sur plusieurs niveaux, a été redessiné et aménagé par Rei Kawakubo.

## Architecture
Le portail de 1707 a un décor rocaille. Deux modillons soutiennent la corniche. Un mascaron, apposé sur la clef de voûte, représente un homme barbu côté rue, et une femme côté cour.

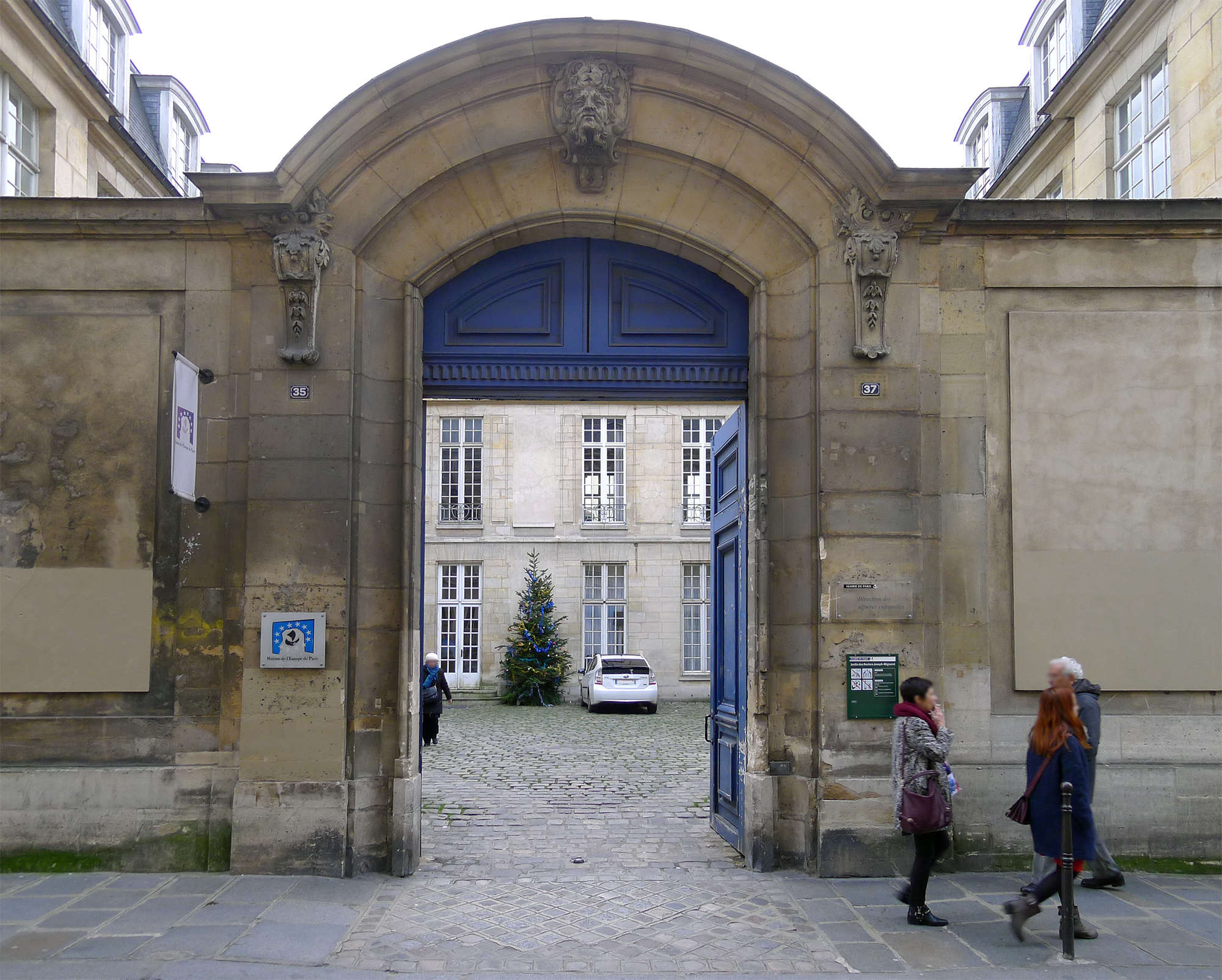
L'entrée vue de la rue.
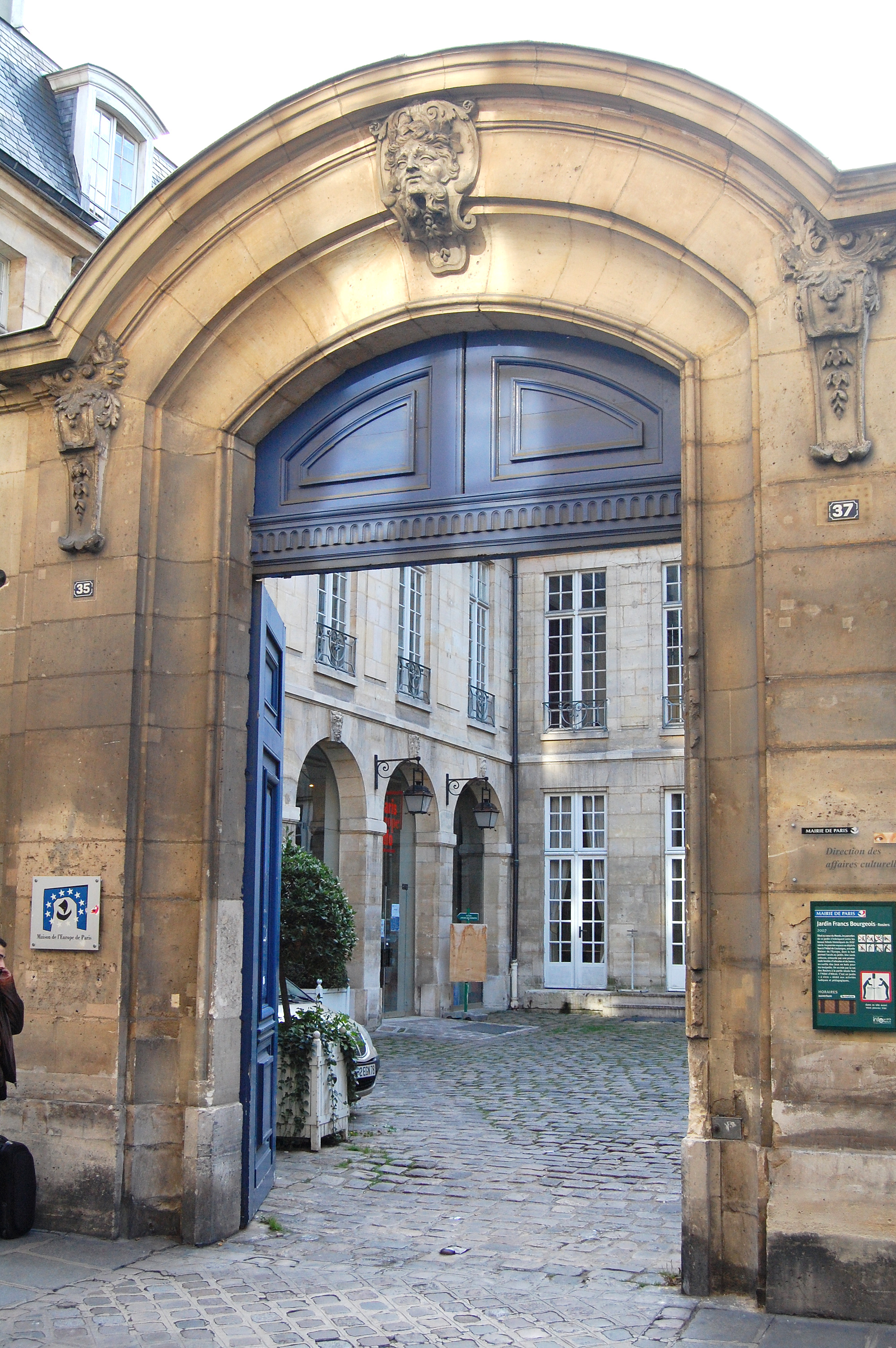
Le portail (1707).
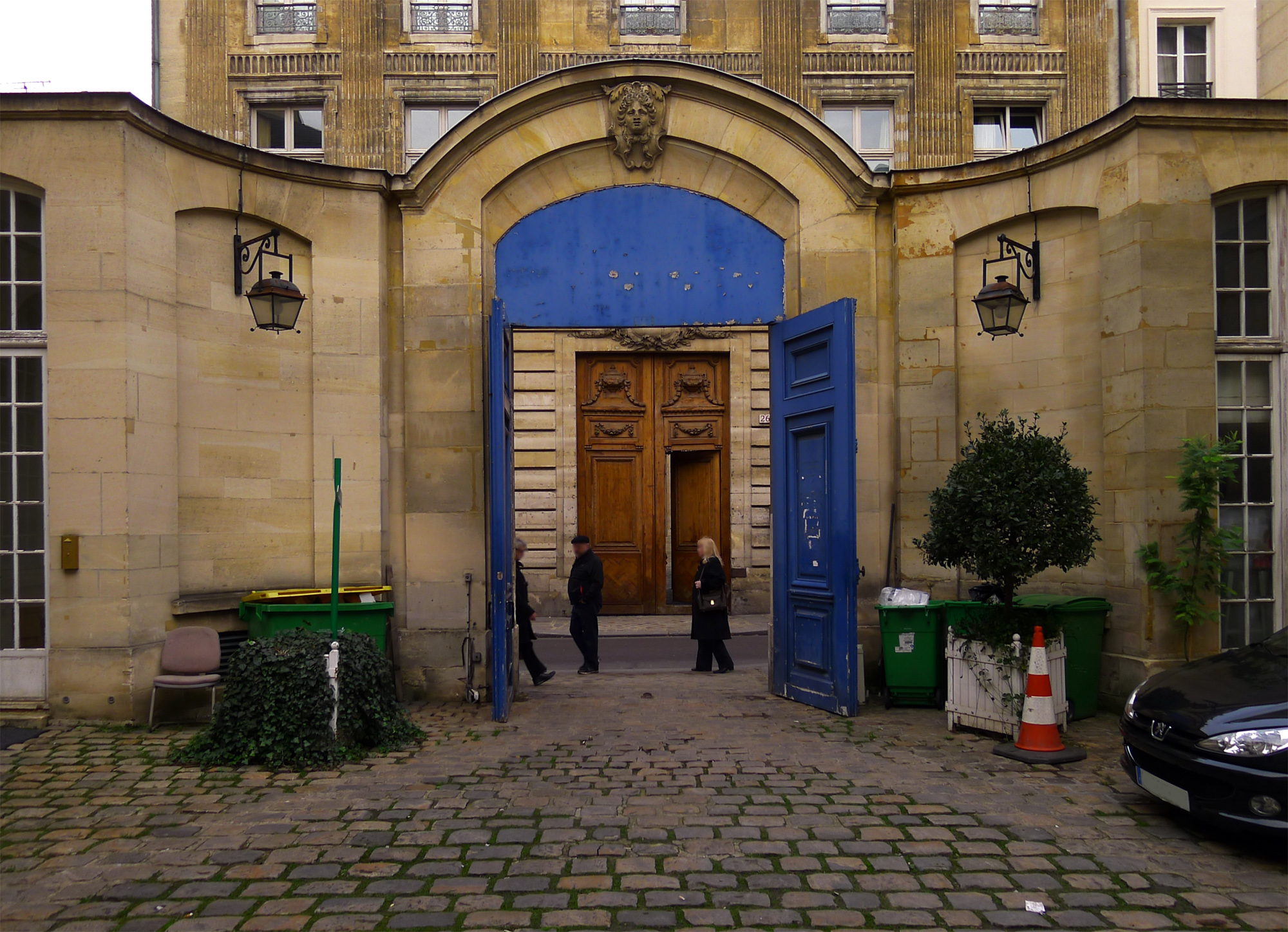
L'entrée vue de l'intérieur.

Le logis est construit en pierre de taille. Les fenêtres de l'étage ont des appuis de ferronnerie Louis XIV. Ce premier étage est surmonté d'un attique. La façade de chacune des ailes encadrant la cour d'honneur est rythmée de cinq arcades. Sur la clef de voûte de chaque arcade, un mascaron est apposé. Côté jardin, le bâtiment principal est flanqué d'un pavillon en rotonde.
À l'intérieur, côté gauche, se trouve un escalier de service du XVIIe siècle. Certaines pièces de l'étage ont une corniche XVIIIe siècle, une porte à deux vantaux et un parquet Versailles.

### Protection
L'hôtel est inscrit à l'inventaire supplémentaire des monuments historiques en 1926, pour une partie de ses bâtiments. À la suite de la campagne de protestation de 1961, il est à nouveau inscrit par arrêté, en octobre 1961, mais pour l'ensemble des bâtiments,.

## Accès
- Métro : Saint-Paul (ligne 1) ou Rambuteau (ligne 11)
- Bus : 29, 69, 76 ou 96
- Velib' :
  - no 4013, 50 rue Vieille-du-Temple
  - no 3013, 36 rue de Sévigné
  - no 3008, 22 rue de la Perle

## Jardin des Rosiers-Joseph-Migneret
Le jardin des Rosiers - Joseph-Migneret est situé entre la rue des Francs-Bourgeois et la rue des Rosiers. Il réunit les jardins de trois hôtels particuliers : l'hôtel de Coulanges, l'hôtel Barbes et l'hôtel d'Albret. L'entrée se fait par le 10 de la rue des Rosiers. Jusqu'en 2018, on y accédait aussi par la cour de l'hôtel de Coulanges.